# YOHO系列

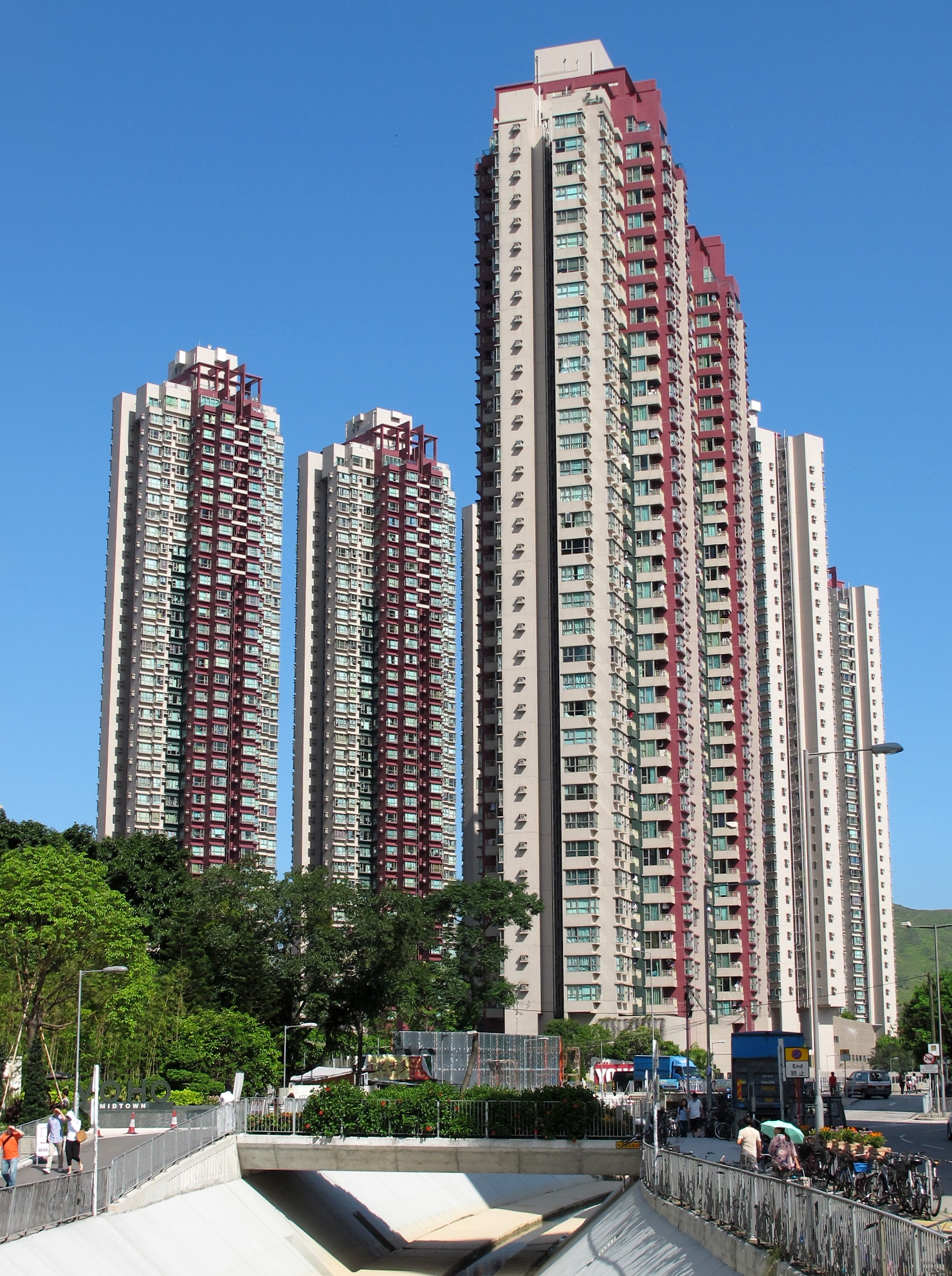
YOHO Town 住宅（第一期）

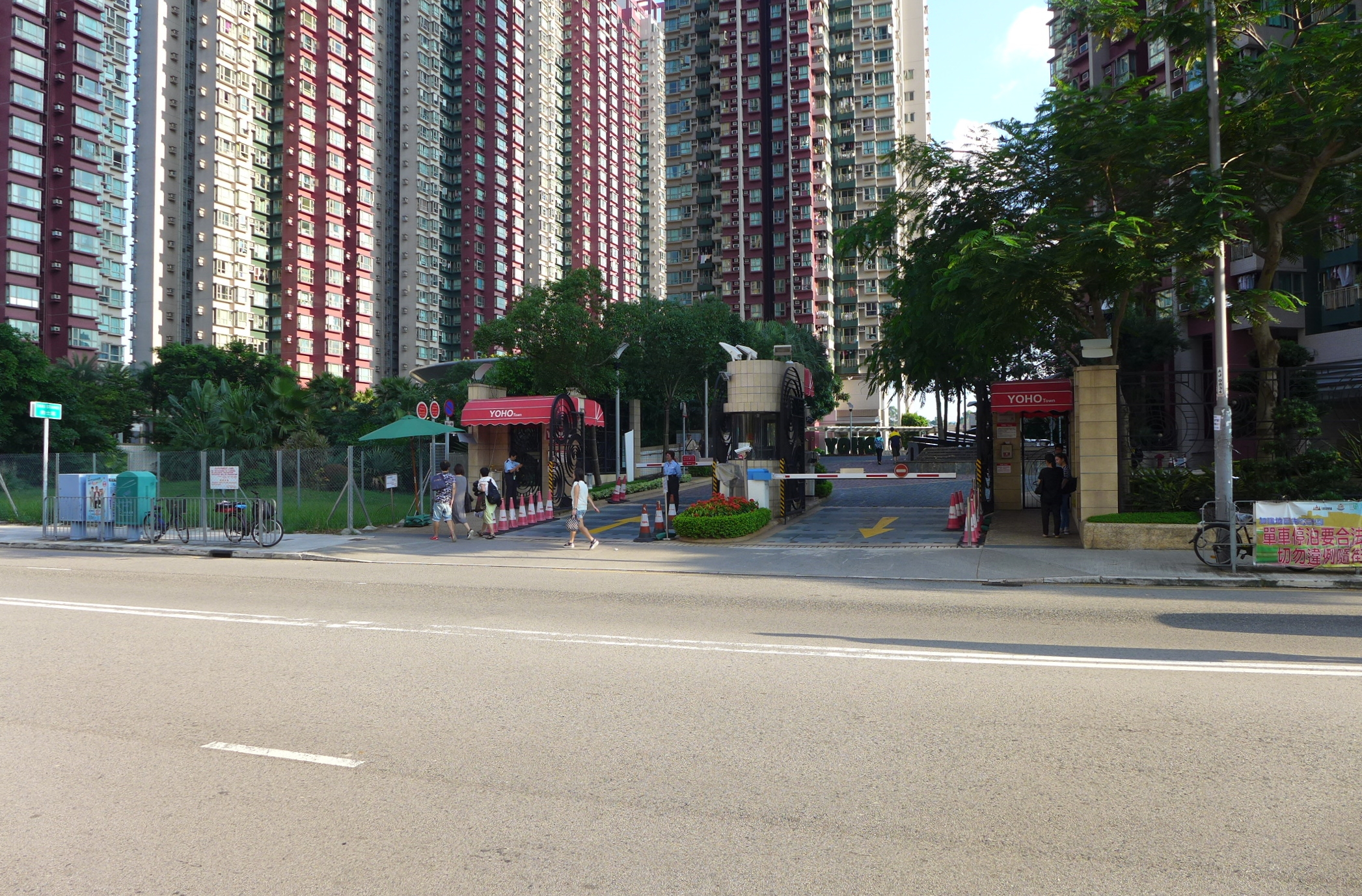
第一期為私人屋苑，入口採用香港常見門禁社區

YOHO系列，是由香港新鴻基地產發展的一項重點地產項目，位於香港新界元朗區雞地元龍街8號，但其實該發展的地段包括元朗市地段503號餘段與及其增批地段。整個發展項目於2003年開始，分四期進行。
YOHO採用「綜合城市樞紐」概念， 融合住宅、交通、商場、醫療、教育、天橋系統、多項社區及商業設施於一身，完善區內配套，讓YOHO成為自給自足的大型綜合社區城市。

## 計劃大網

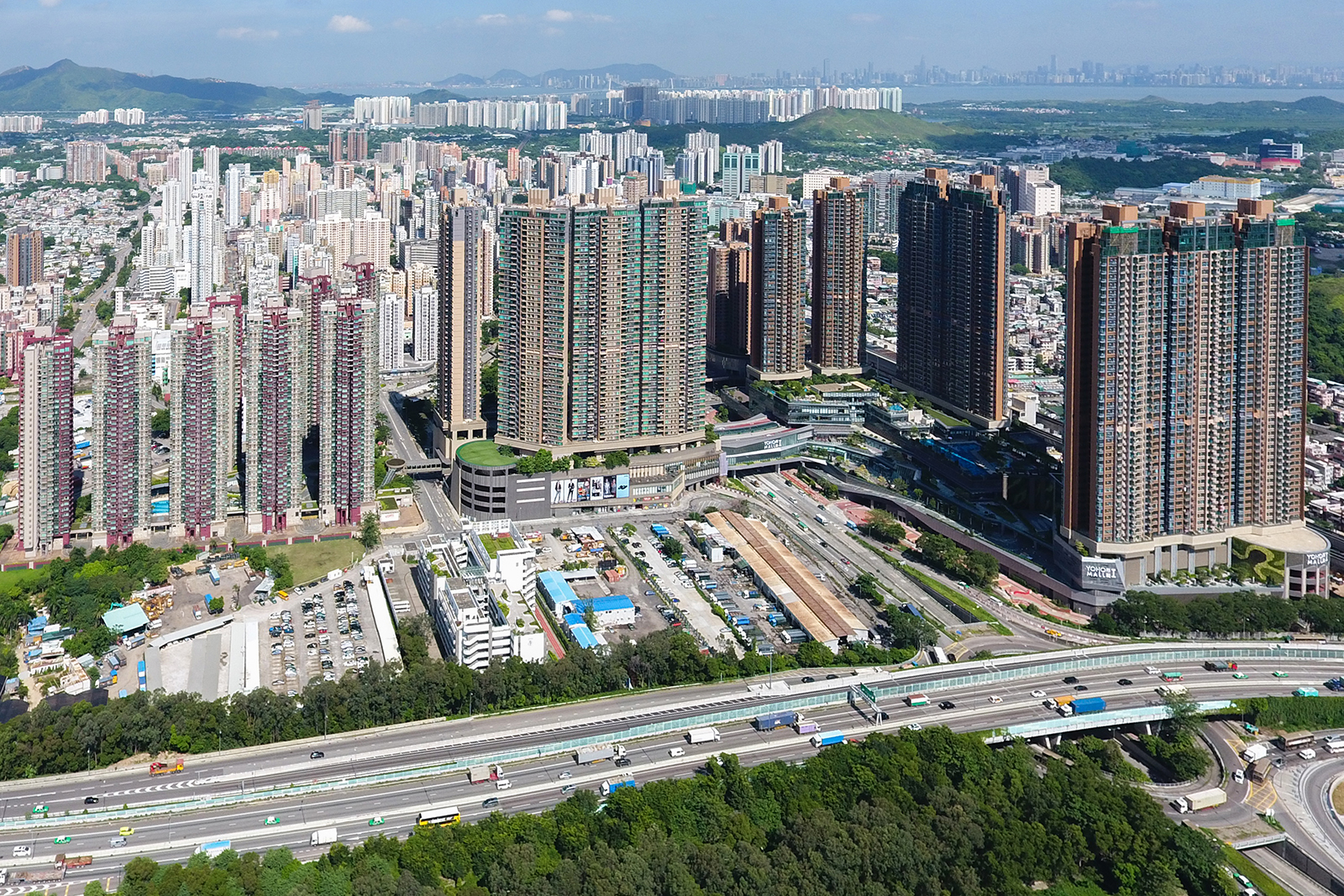
YOHO 系列 1期（左）、2期（中）及3期（右）

根據新鴻基地產於2003年時的規劃，YOHO Town由八個分區組成，規劃概念仿傚集團於1985年落成的沙田新城市廣場，配合區內大型交通設施及現有的新元朗中心，目標是塑造一個可以自給自足的大型社區城市：
- Zone 1：屯馬綫元朗站
- Zone 2：輕鐵元朗總站
- Zone 3：連接元朗站及新元朗中心的行人天橋
- Zone 4：新元朗中心（後稱 YOHO MALL 2）及 其同名上蓋住宅 新元朗中心
- Zone 5：YOHO Mall 北翼 及 其上蓋住宅Grand YOHO
- Zone 6：YOHO Boulevard－接連YOHO Mall 北南翼的購物走廊
- Zone 7：YOHO Mall南翼 及 其上蓋住宅 YOHO Midtown
- Zone 8：YOHO Town 住宅（第一期）

附加發展規劃：
1. 在2016年8月，新地以高價投得西鐵元朗站上蓋及南面地皮，令Yoho社區計劃更加龐大。預計興建五幢大廈，基座發展三十萬呎商場，連接現有三大商場，行人天橋和交通總站。
2. 在2017年5月，新鴻基宣布把鄰近的交通廣場改建，納入YOHO發展計劃當中，並且建立天橋系統連接元朗市中心。

## 第一期：YOHO Town
YOHO Town 住宅位於整個項目的最南端，總發展面積為21,933平方米，發展權於2002年10月批出。項目於2003年7月開售，於2004年9月起入伙。住宅共分為8座（第1-9座，不設第4座），合共提供2,200個單位。全部單位均為長方廳設計，25%為3房間隔（部分連套房），其餘75%為2房單位。每座住宅頂層為「YO 豪宅」特色單位，合共提供20個，面積由約1,000至1,400平方呎，分別是3房及4房間隔，包括平台及天台。

### 住客會所
YOHO Town會所名為YOHO Club，斥資$100,000,000興建，連同平台花園面積逾20萬平方呎。會所包括「YOHO水世界」、「無時限開心地帶」及「高智能會所」。YOHO水世界內包括5個不同類型的泳池，包括50米長室外泳池、25米室內恆溫泳池、小童池、恆溫寶貝嬉水池，以及區內首創的玻璃屋水療按摩池。無時限開心地帶為24小時開放，內設美食餐飲、美式桌球、健身設備、極速上網設備、表演台，63吋Plasma等。整個屋苑鋪砌光纖網絡，YOHO Club亦設有無線上網系統及多媒體中心。

### 售樓手法
2003年正值香港經濟不景氣，沙士剛結束時期，發展商同年7月開售時採用低價策略推售樓盤，希望達到「薄利多銷」效果。首批16個公開發售單位，即供平均呎價為1,560元；最低呎價為1,399元，入場費僅73.7萬元，創下亞洲金融風暴爆發後銀碼最低及香港回歸後入場費最低的新盤。

## 第二期：YOHO Mall 1 及 YOHO Midtown

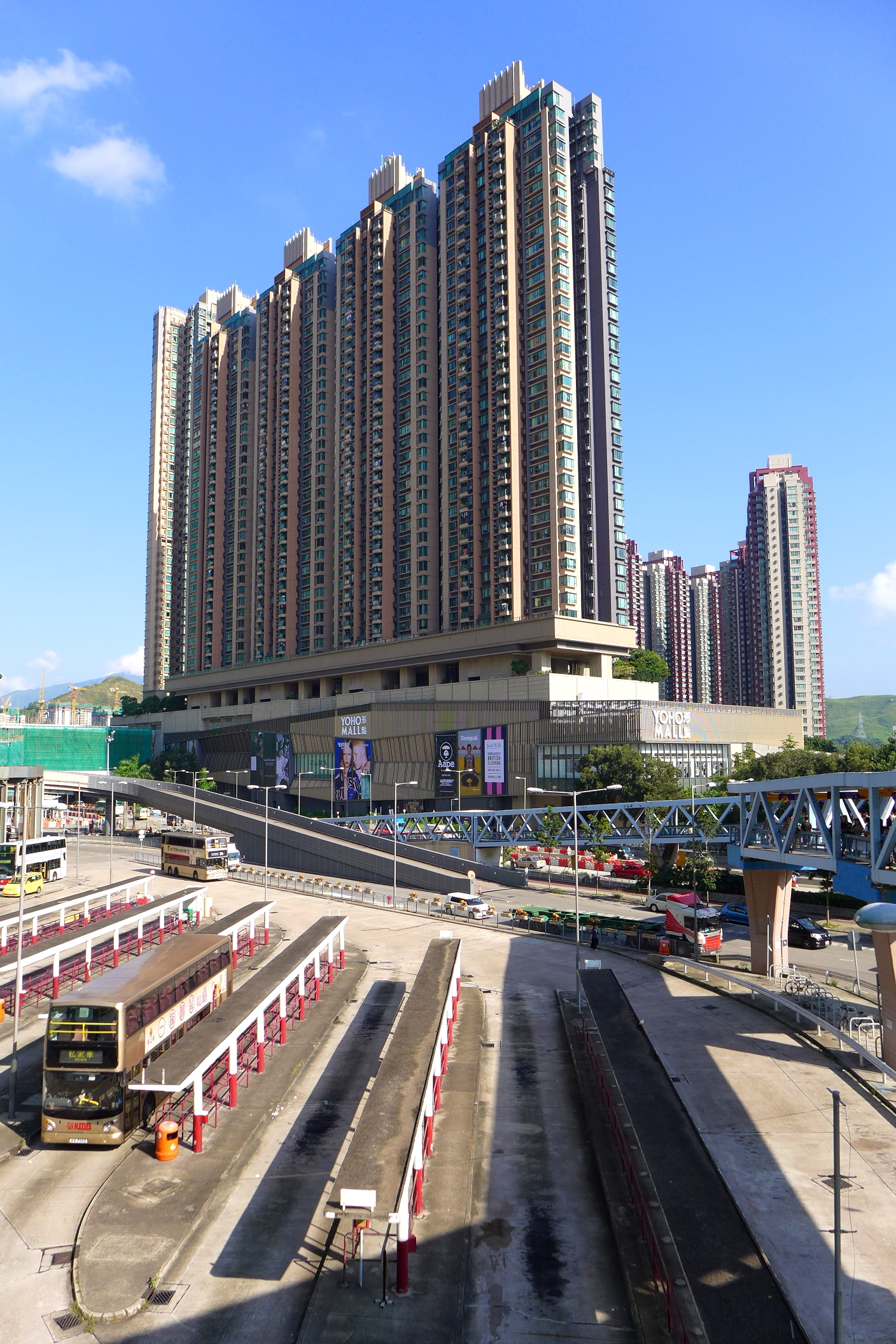
YOHO Midtown住宅（第二期）

YOHO Midtown為YOHO Town第二期，由8座住宅大廈組成，提供1,890個單位。物業低座為佔地4層大型購物商場。住宅部分在2010年10月入伙。
商場命名為YOHO MALL 形點。樓高三層，佔地200,000平方呎。地下設有開放式食肆，1樓為各式店舖，2樓為美食廣場。當中地下設有一個大型廣場及公園，以模仿日本六本木（Tokyo Midtown）的公共空間概念。公眾將可以在公園綠色草坪欣賞翠綠景緻，或觀賞公共雕塑。商場於2010年10月落成，落成後曾空置3年。到2013年10月15日起，商場部份範圍進行重舖地台及翻新假天花工程，在2015年9月正式投入運作。

## YOHO Midtown 第2A期
2013年3月19日，新鴻基向城規會提出的規劃申請，建議將Yoho Midtown 以西，面積約10,180 平方呎空地發展為一座樓高達37層的酒店，可提供292間房間，總樓面約13.14萬方呎，但並不包括餐飲設施。而酒店基座將4層屬於教育機構用地，較大機會作為專上學院，樓面約2.7 萬方呎。
申請人指出，元朗區缺乏教育設施和現代的酒店，今次擬議的計劃可以幫助應付元朗暫時未能完全提供的教育機構及酒店，而且，教育用途本身在此規劃是常准許的，酒店發展則需待城規會委員的批准。最終在反對聲音下撤回。
到2016年7月5日，新鴻基宣佈，捐出該地皮予香港聖公會福利協會興建樓高19層的綜合服務中心，當中包括特殊幼兒中心、5層安老院及160間房的青年宿舍。另有一層是教堂和多用途活動室。整個項目建築費約3億元，將於2019年施工，2022至23年落成。

## YOHO Midtown 第2B期
第2B期位於酒店旁，鑑於2B期有大量樓面撥予2A期發展酒店之用，導致2B期佔地縮至8,762方呎，可建住宅樓面降至3.85萬方呎，較當初已批准的9.93萬方呎大減61%。只可發展為樓高30層的單棟住宅，提供156伙單位，每層設有6伙，單位平均面積為250呎，預料用作發展精品豪宅。

## 第三期：YOHO Mall Extension 及 Grand YOHO

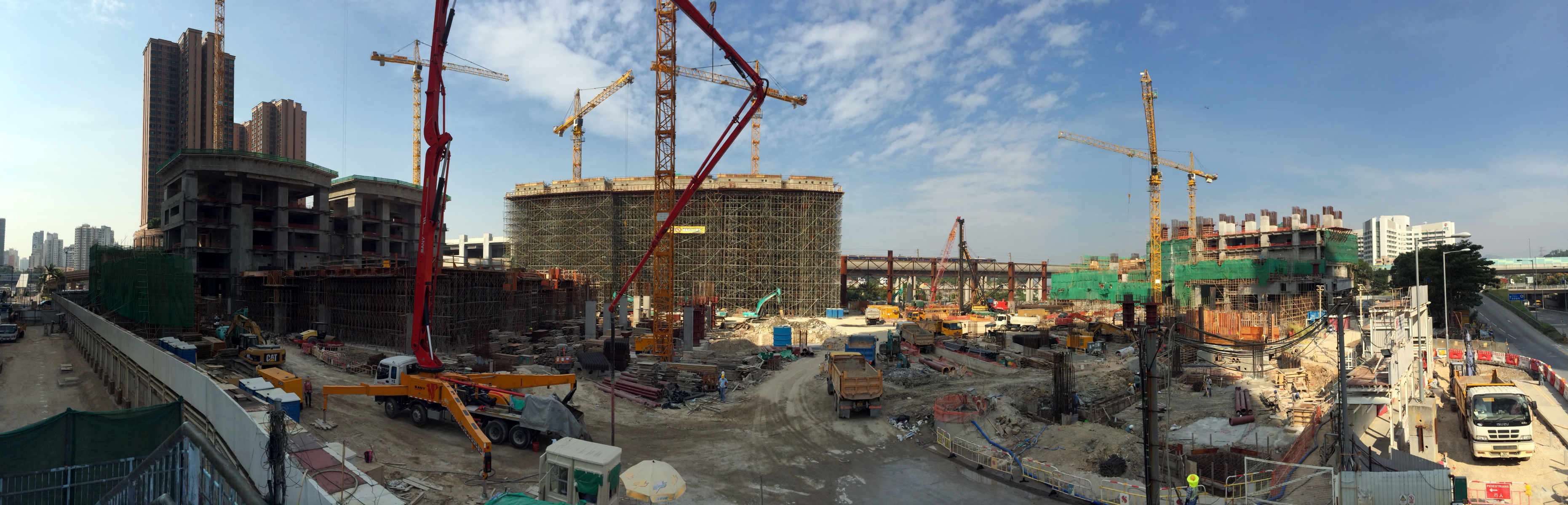
興建中的YOHO 第三期 (2013年11月)

YOHO Town 第三期位於元朗市地段 507 號，佔地318,000方呎。新鴻基地產於2010年3月已與政府就YOHO第3期達成補地價協議，補地價金額達71億元。項目將作商住發展，興建地積比率約5.8倍，其中住宅樓面約180萬方呎，分3期發展為9幢36至45層住宅，提供2,508伙住宅單位。非住宅樓面則約600,000萬方呎，包括471,000呎零售樓面，其餘用作交通交匯處、跨境巴士站及社區會堂，另提供約20,000方呎作老人護理中心。第三期項目於2010年4月起動工，其中4座住宅項目已展開上蓋工程，涉及約1,128伙單位，發展商原預計可於2016年下半年起陸續入伙，最終延遲至2017年3月才落成。據資料顯示，YOHO Town第3期於2010年完成71億元補地價，每平方呎樓面補地價約2,900元。
項目在2016年8月以預售樓花形式開售，屋苑管理費為每月每實用平方呎$3.95。

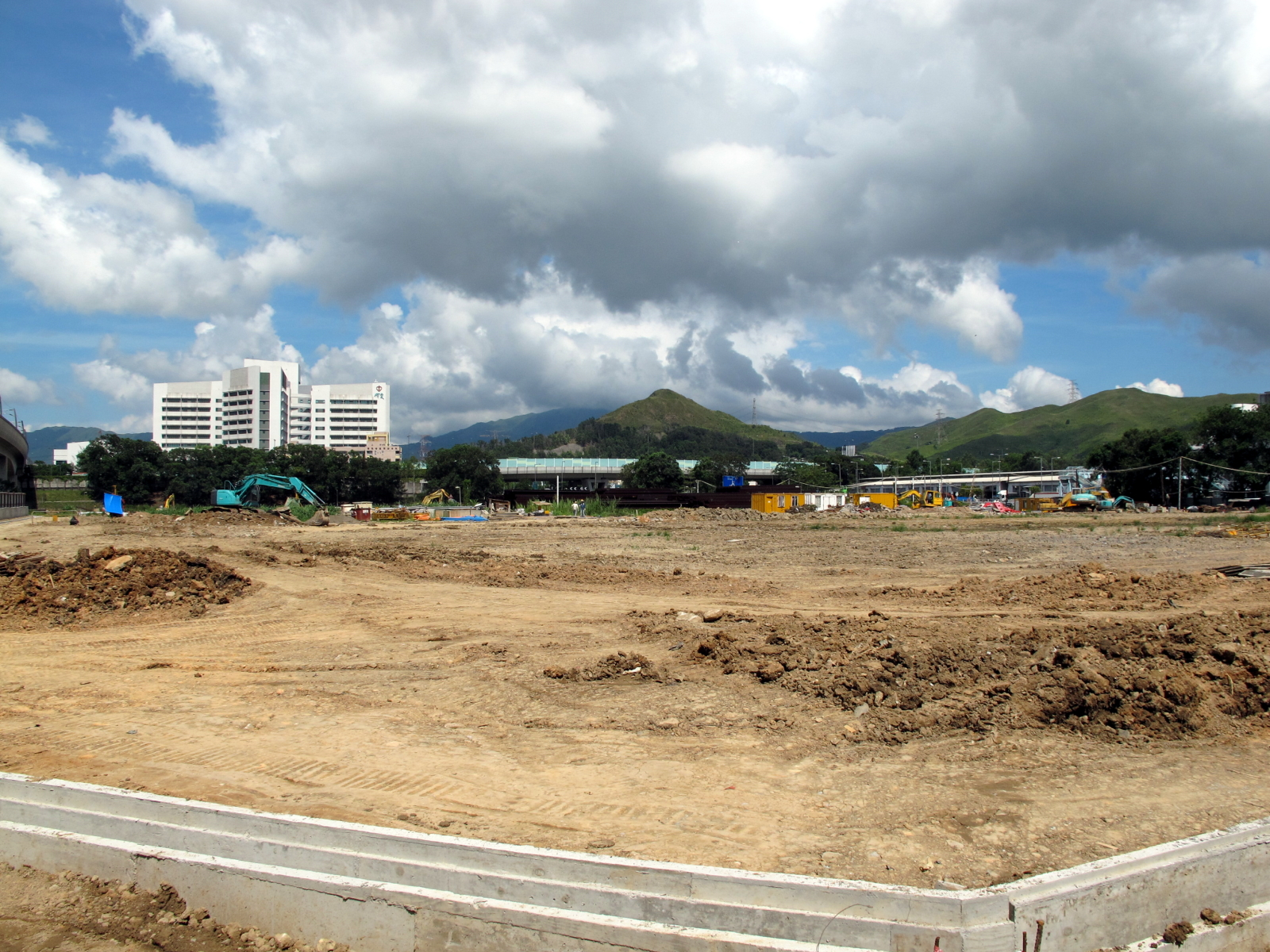
2010年6月
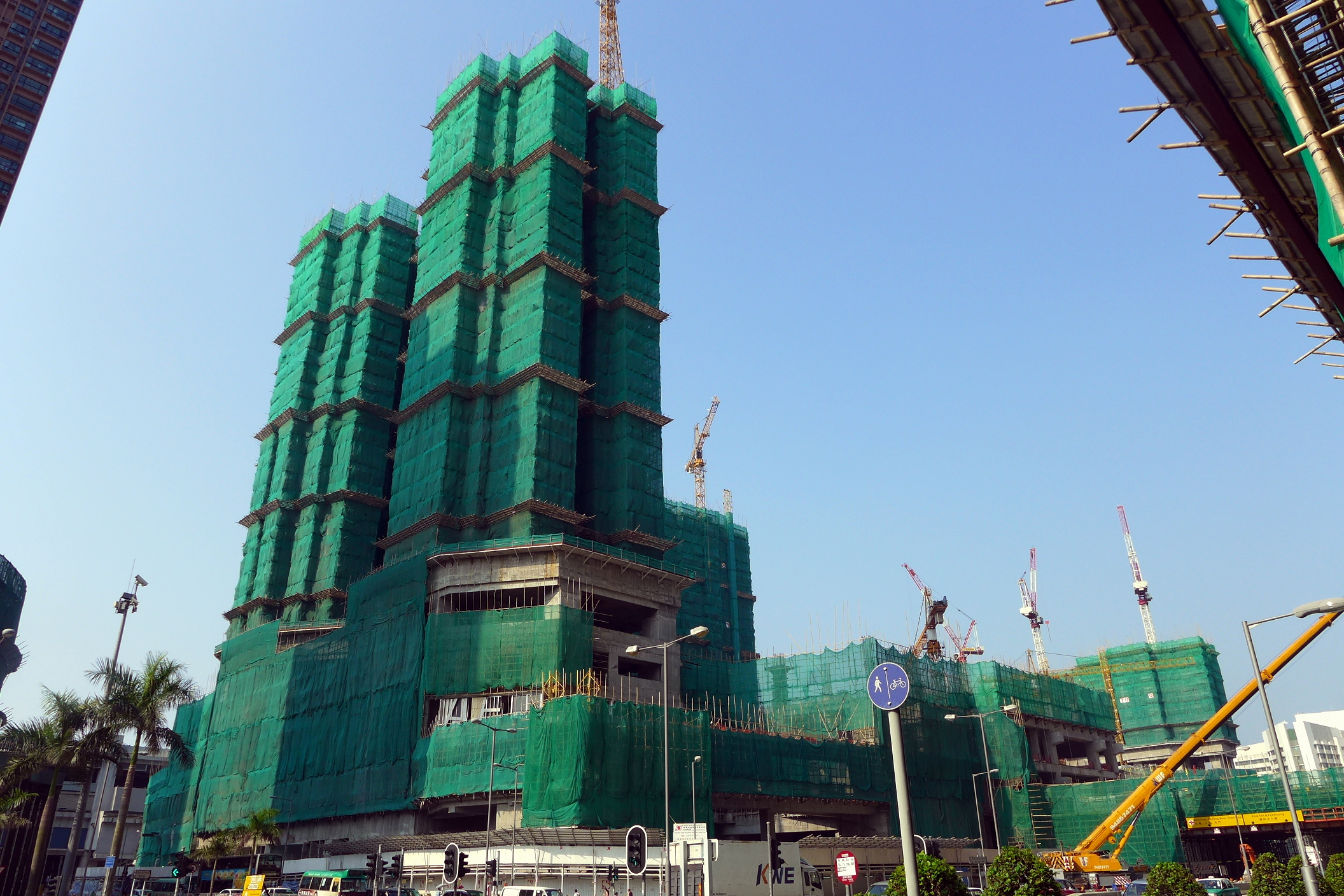
2014年8月
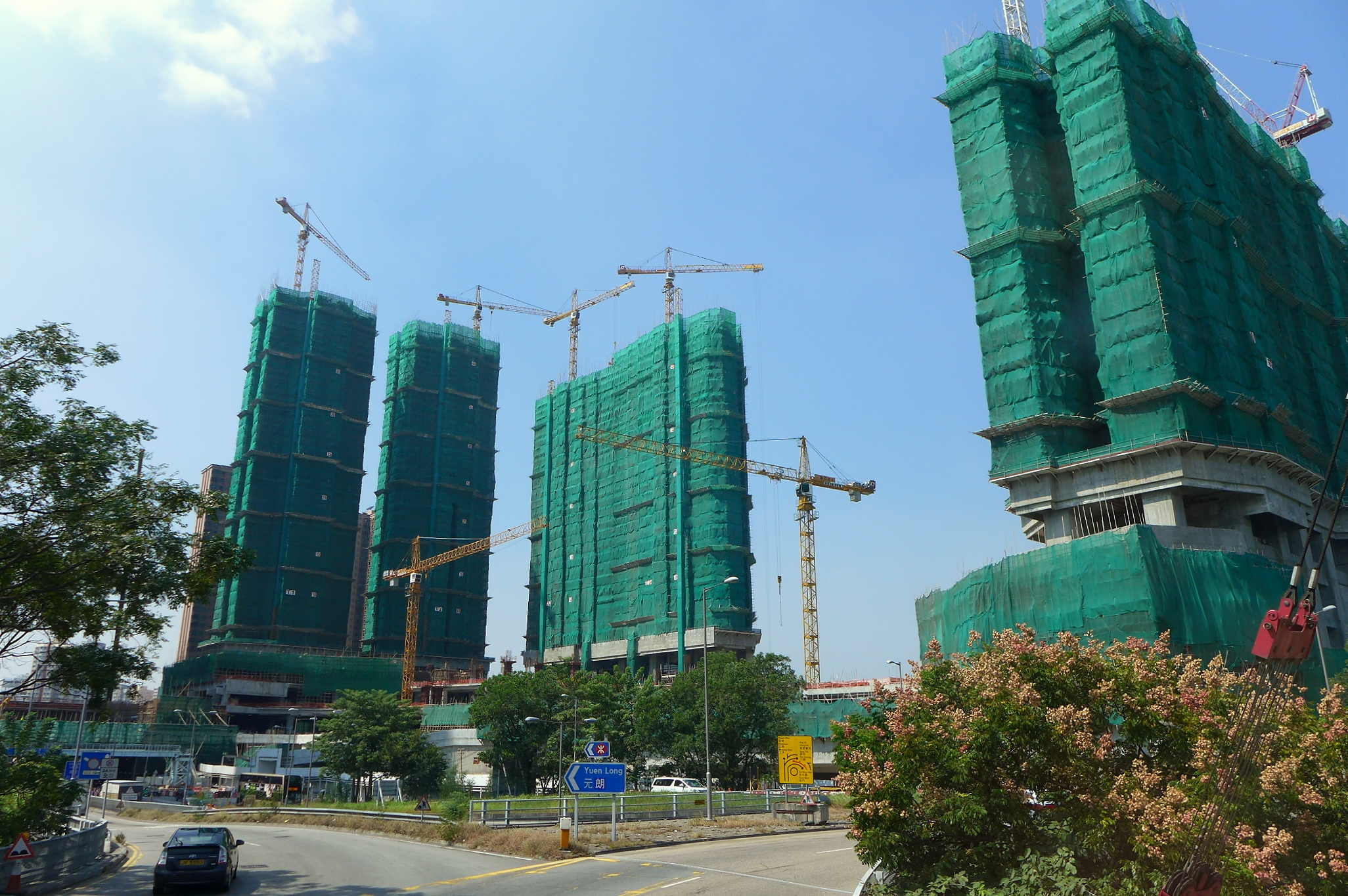
2014年10月
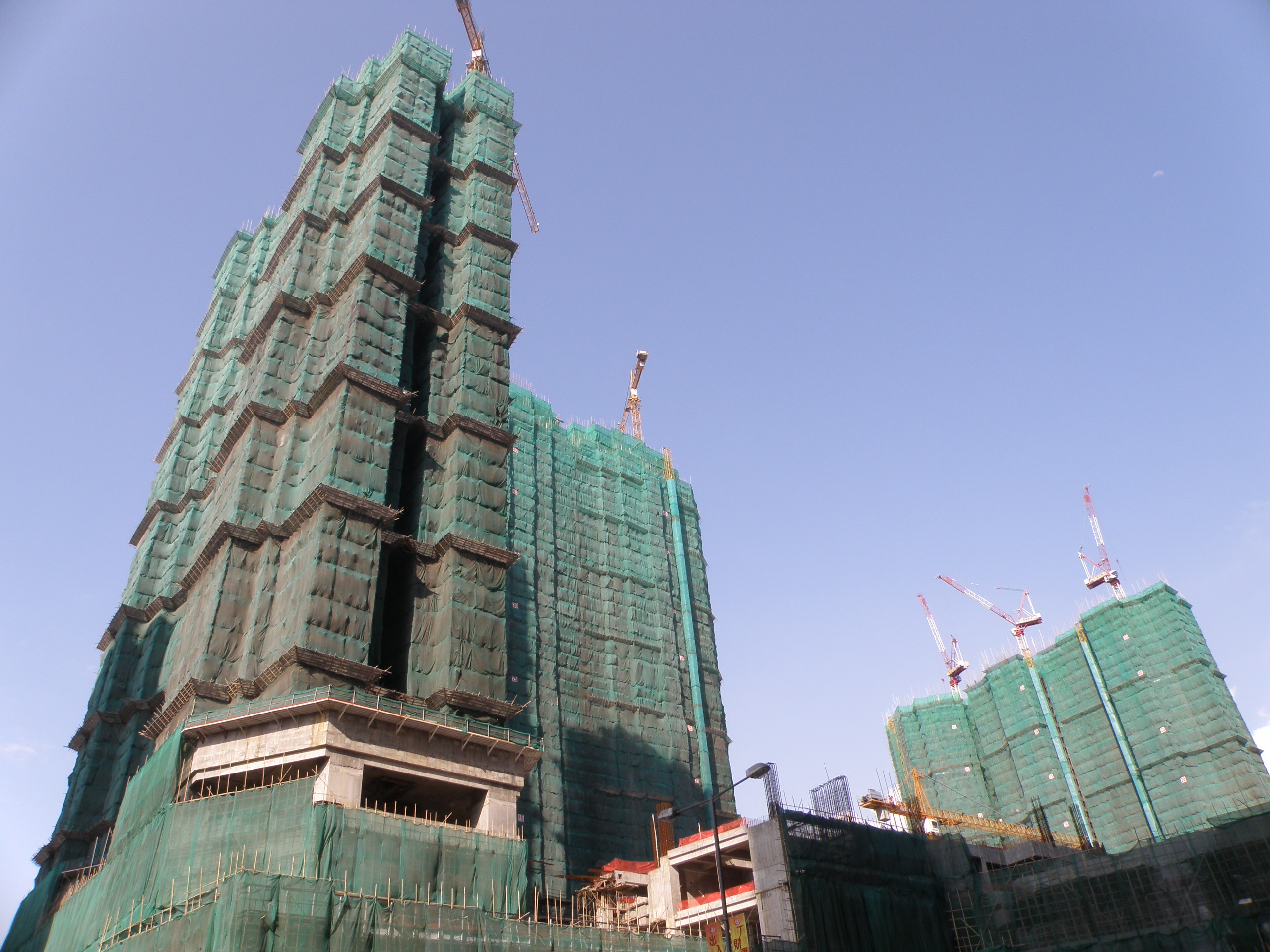
2015年2月
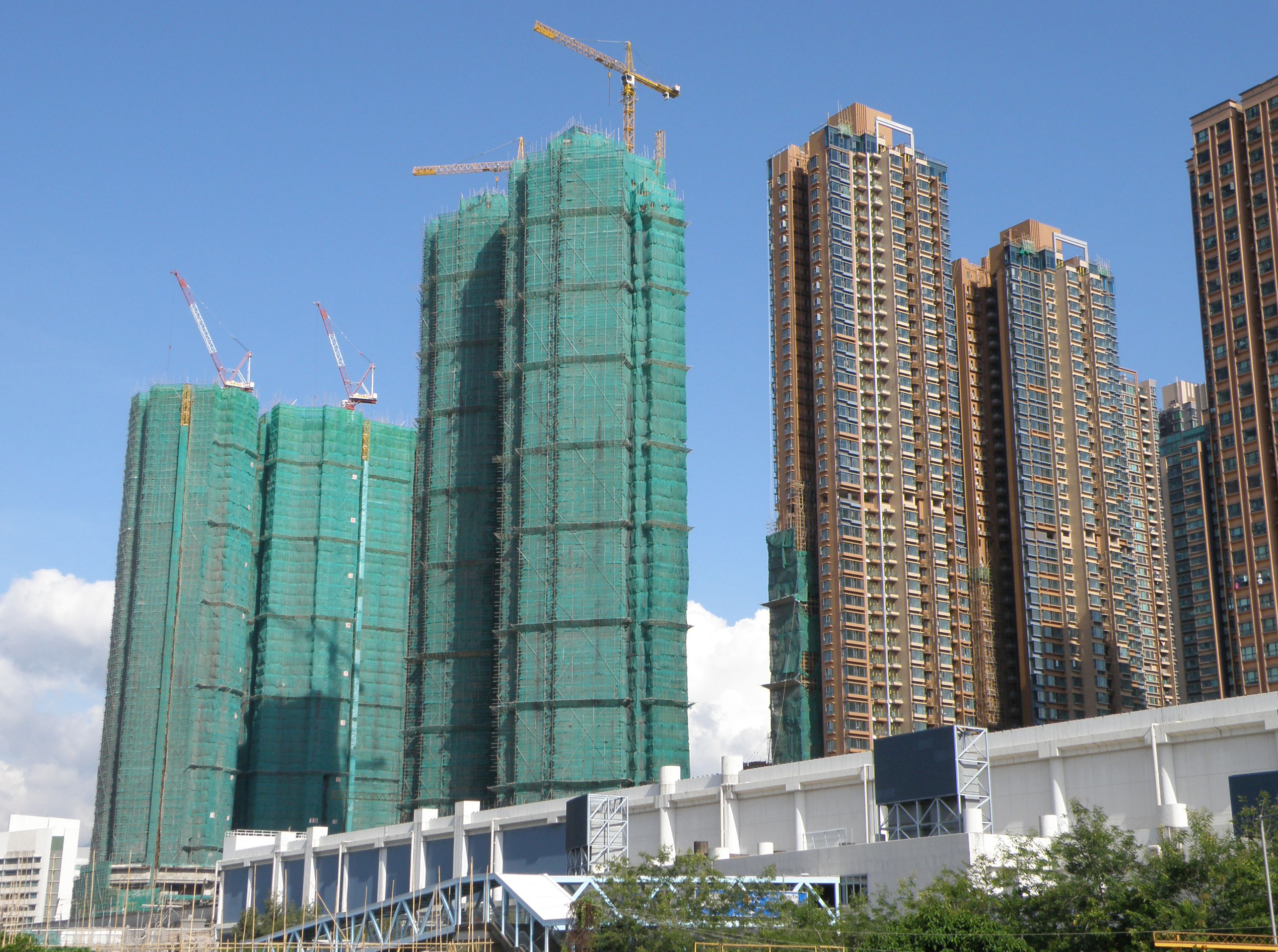
2015年7月
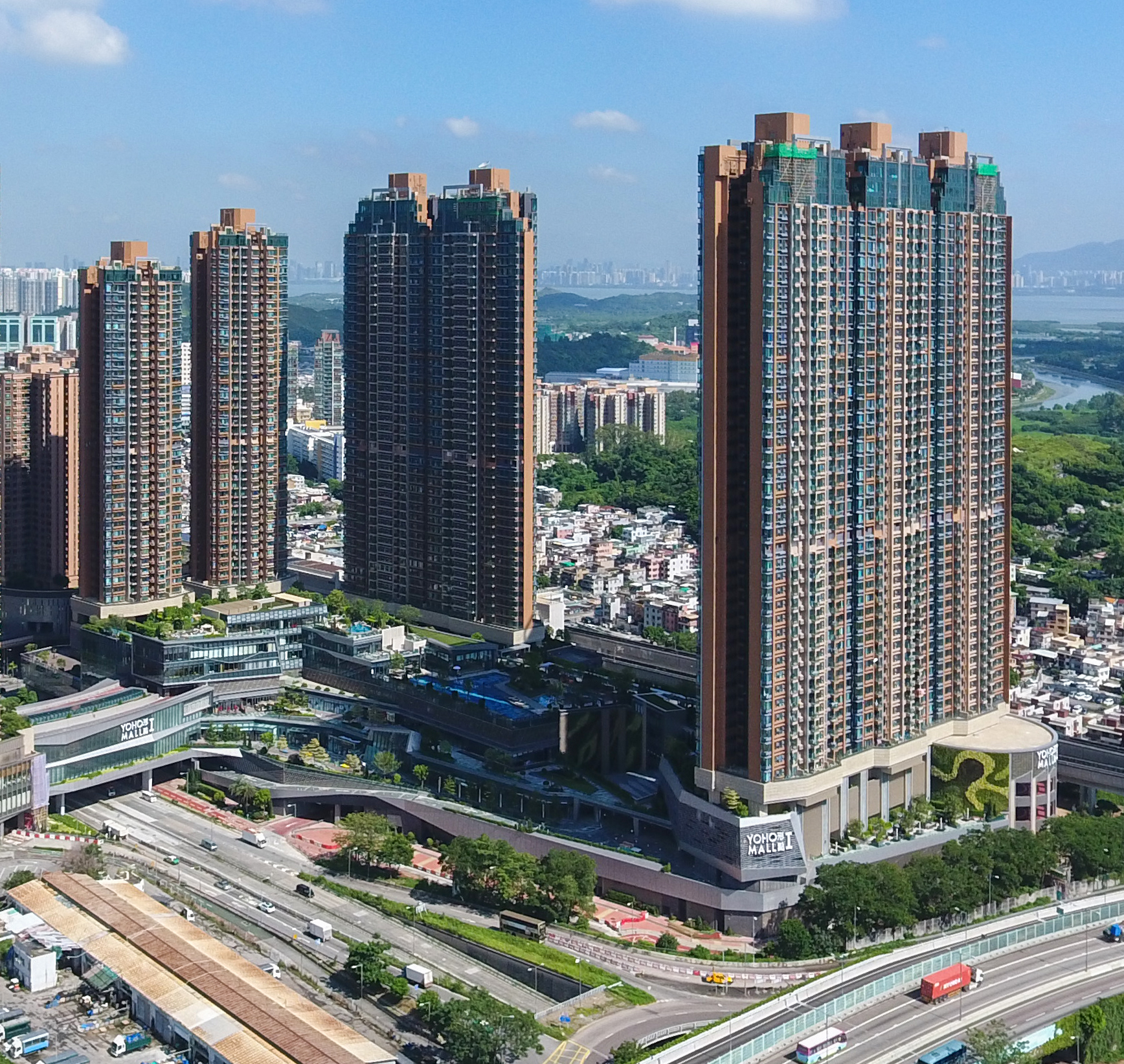
2017年7月

## 興建圖集

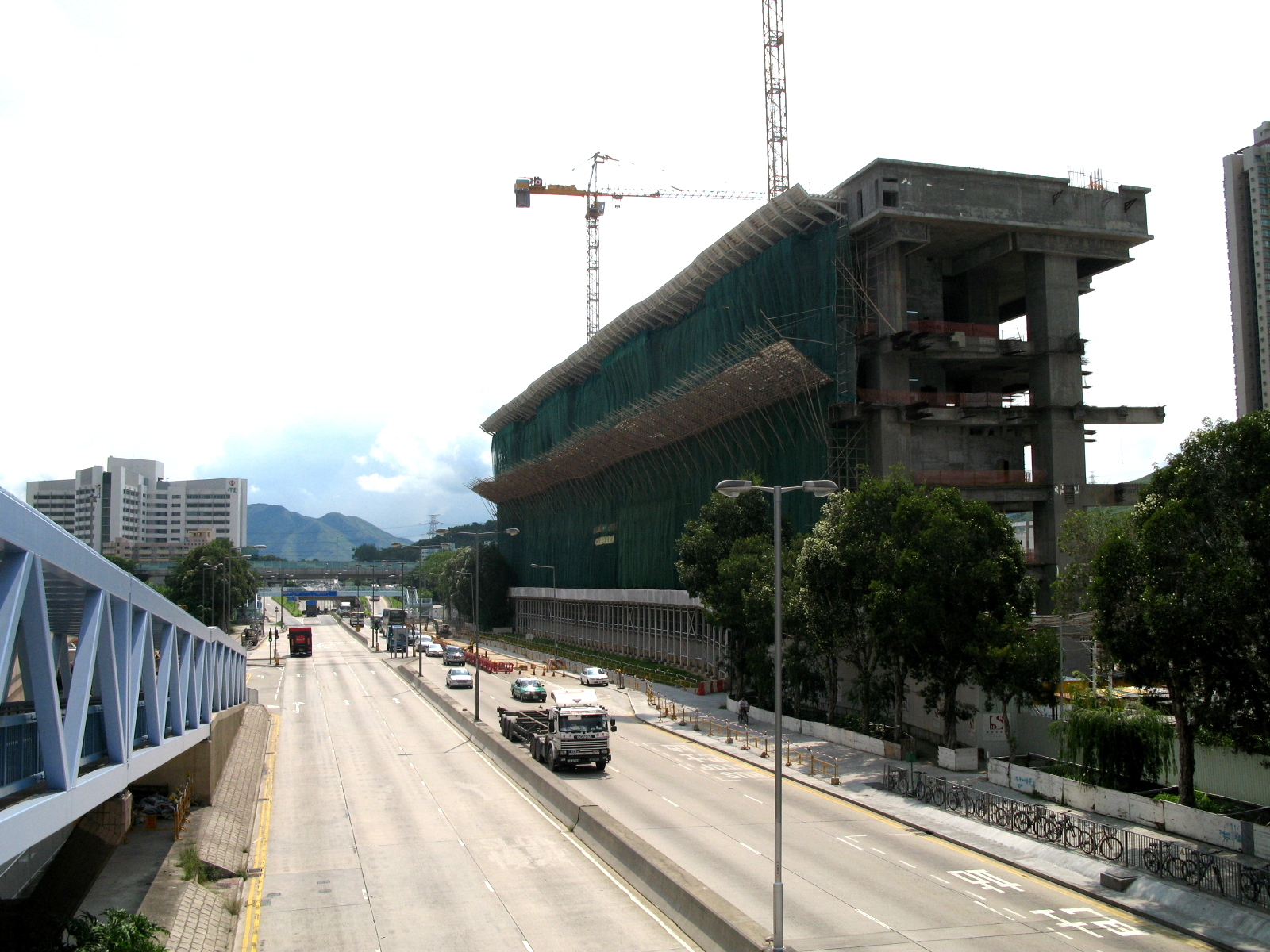
YOHO MIDTOWN及YOHO Town商場南翼建築地盤（2007年9月）
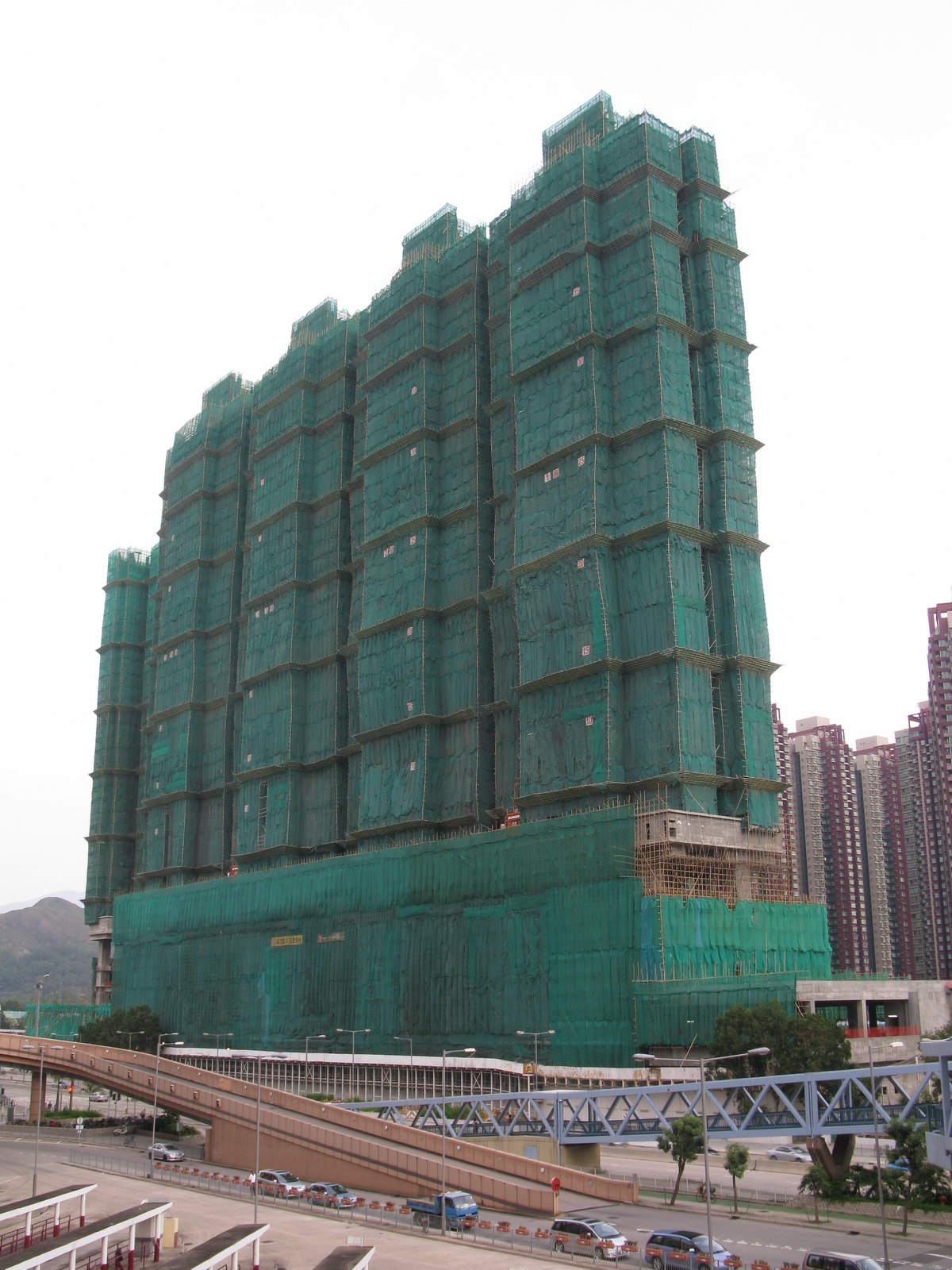
YOHO MIDTOWN及YOHO Town商場南翼建築地盤（2009年6月）
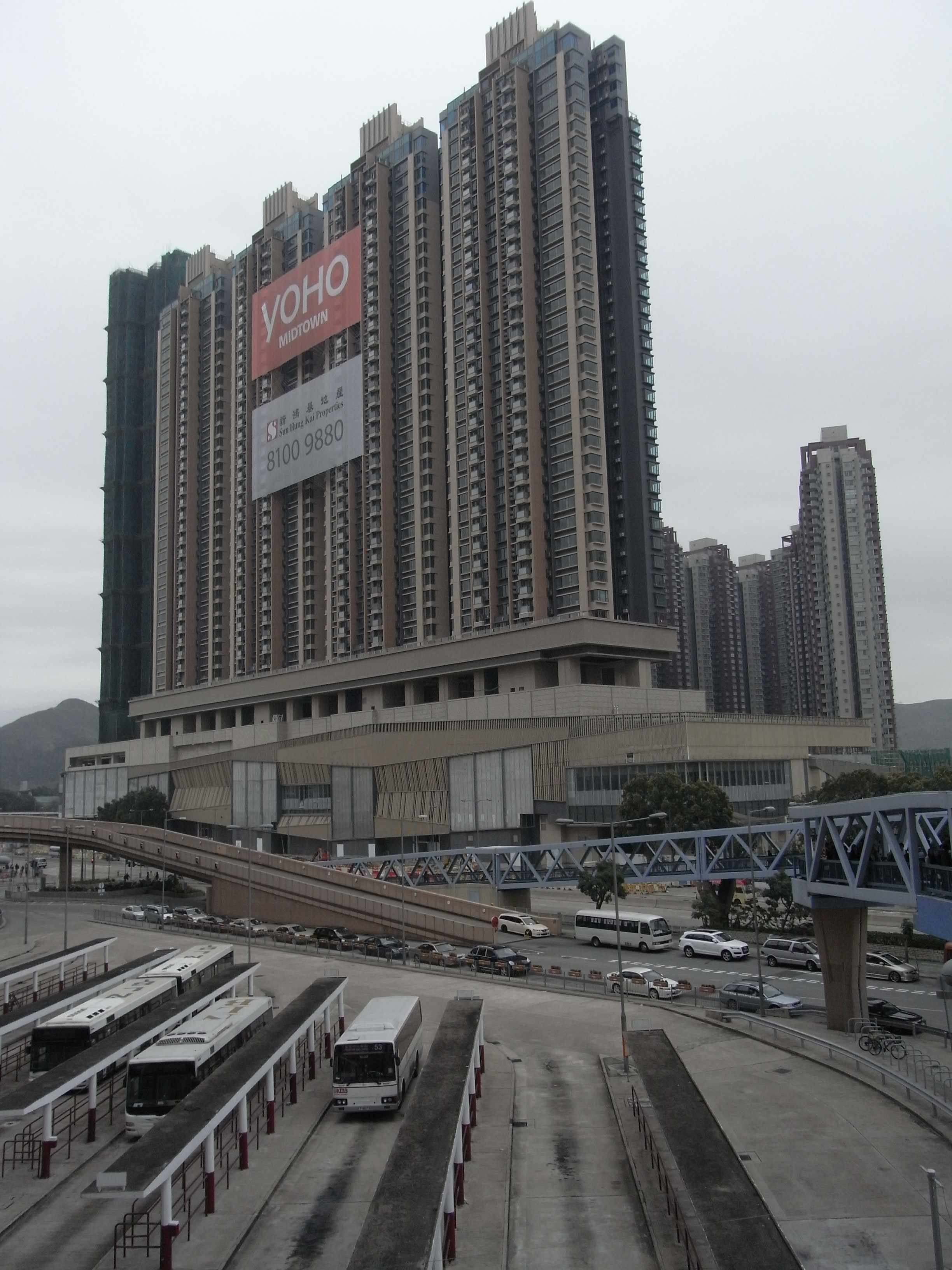
YOHO MIDTOWN及YOHO Town商場南翼建築地盤（2010年2月）
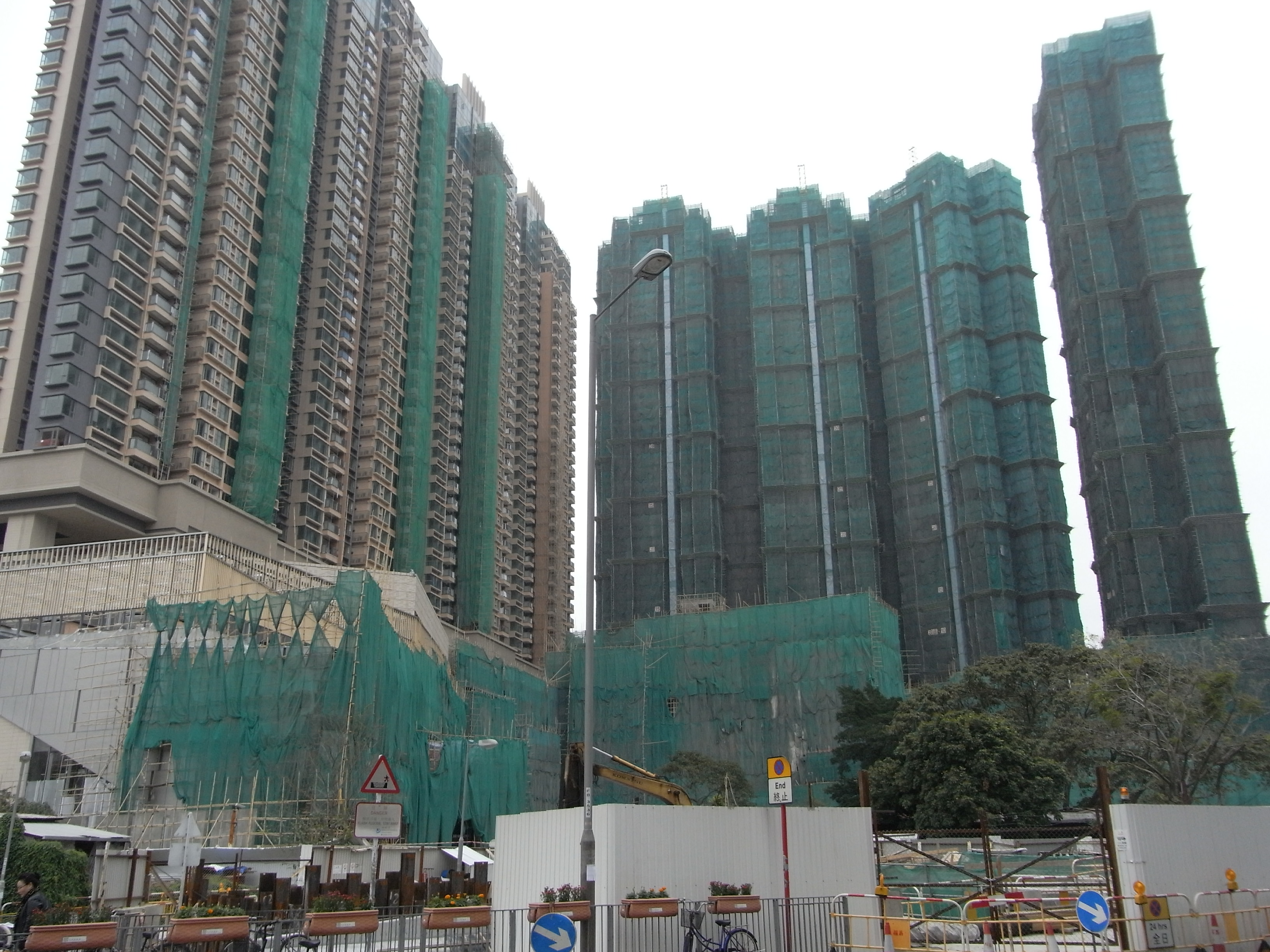
YOHO MIDTOWN及YOHO Town商場南翼建築地盤（2010年2月）（2）
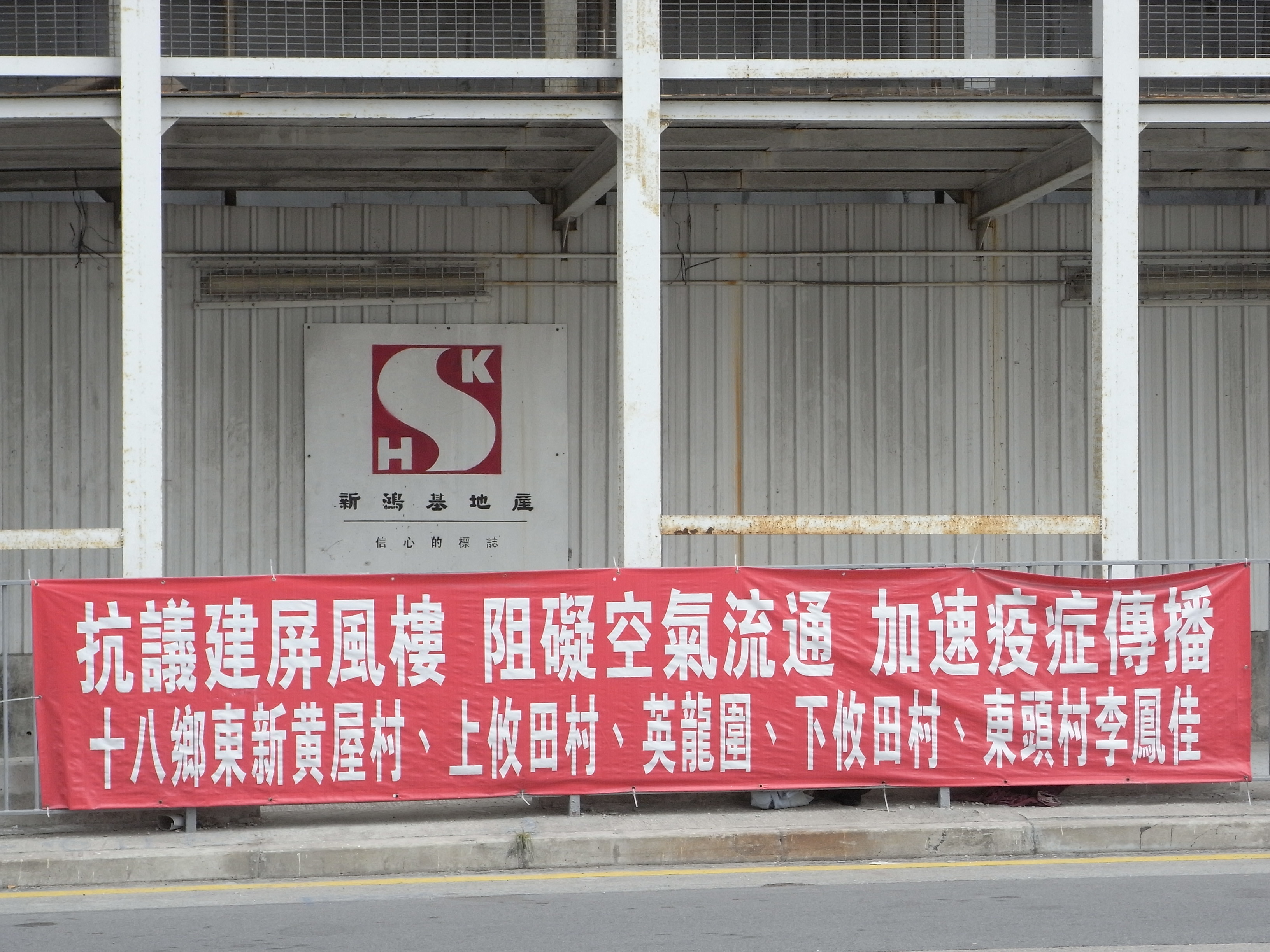
十八鄉多個鄉村居民抗議屏風樓標語
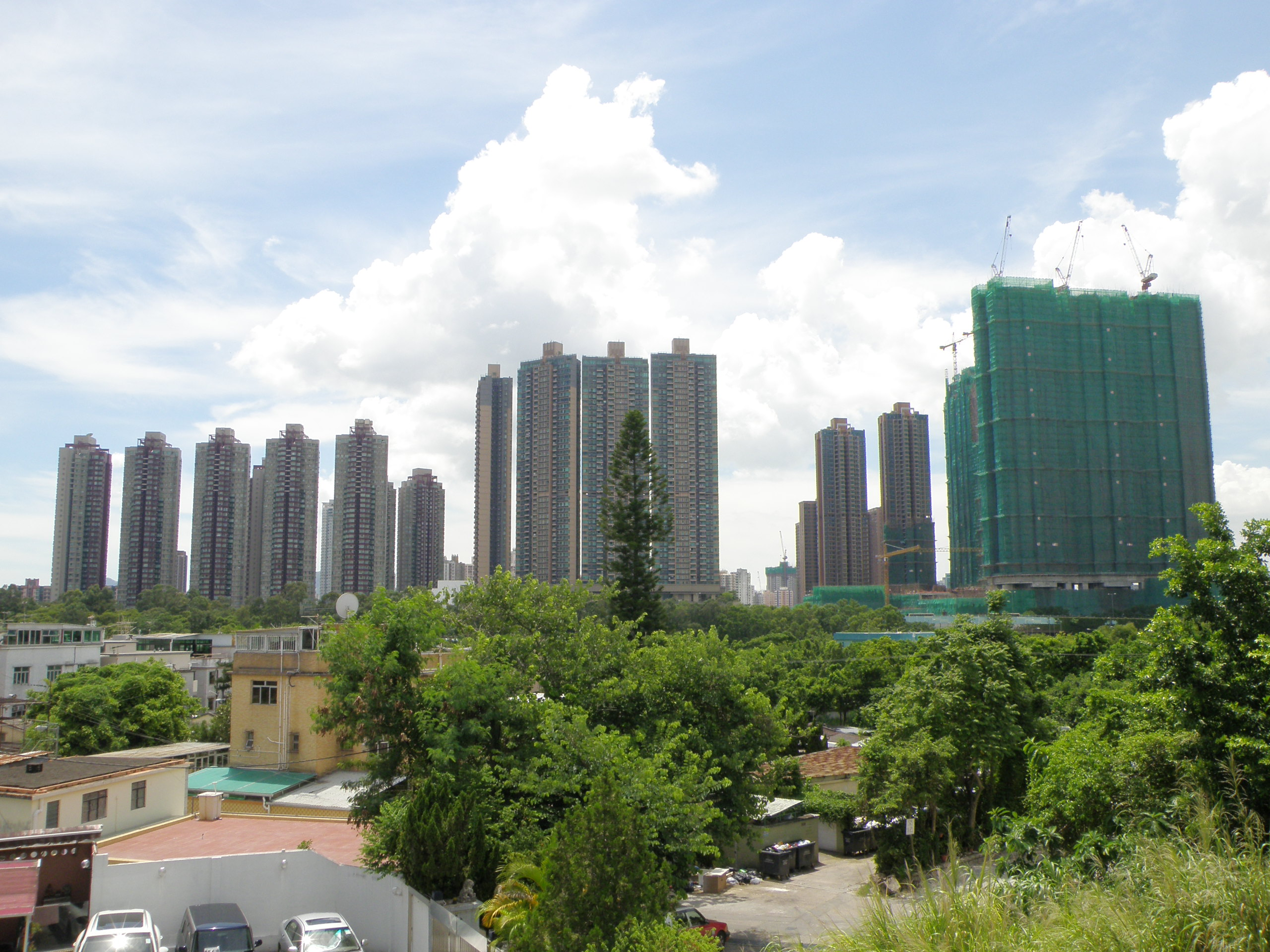
Yoho Town全貌（2015年8月）

## 交通
YOHO Town 第一期設有行人天橋經商場直達屯馬綫元朗站。 不過當時由於第三期尚未興建，從2005年1月至2017年5月期間，住戶只能經攸田東路步行通往新元朗中心的天橋前往。
元朗站K出口連接第三期商場的行人天橋，已於2017年5月28日啟用。
主要交通幹線：三號幹線（經大欖隧道）、九號幹線

## 大眾與媒體
- 2016年，新鴻基地產把鄰近YOHO midtown 的一幅地皮捐給香港政府。因其位置屬黃金地段，令外界嘩然，因此不少市民也戲稱新鴻基此舉是為了取悅政府，以此換取正在監禁的前主席郭炳江在一年後的上訴案中勝訴。而巧合的是，郭炳江正是當初YOHO計劃的發起人。
- 因元朗站周邊區域及其上蓋也屬於YOHO範圍之內，規模龐大，有市民建議，應該把元朗站的名稱改為「YOHO站」。並建議把更加靠近元朗墟的朗屏站，更名為「元朗站」。
- 在1960-70年代，YOHO區前身是區內的家禽市場，區內市民也習慣稱呼該地為「雞地」。直至新鴻基地產投放千億投資，令區內樓價連續十多年成全港升幅第一。因此有傳媒稱呼該地為「黃金雞地」，寓意該區升價百倍，登上枝頭變鳳凰（金雞）。

## 外部連結
- YOHO Town
- 新鴻基地產 （页面存档备份，存于）